# Prins Bernhardsluizen
De Prins Bernhardsluizen vormen de scheepvaartverbinding tussen de rivier de Waal en het zuidelijk gedeelte van het Amsterdam-Rijnkanaal. Ze liggen aan de oostkant van Tiel, de sluisdeuren zijn in 1952 gebouwd door Werkspoor Utrecht en eigendom van Rijkswaterstaat. Het Amsterdam-Rijnkanaal is aangewezen als CEMT-klasse VIb met als maximale maten (L × B × D) 200 × 23,5 × 4,0 meter.
Het sluiscomplex bestaat uit twee schutkolken. De oudste (westkolk) stamt uit 1952 en is 350 m lang en 18 m breed. Deze sluis is ontworpen door ir. J.P. Josephus Jitta. De tweede kolk is gebouwd in 1974 en is 260 m lang en 24 m breed. De drempeldieptes van beide kolken is NAP –2,35 meter. Naast de sluizen zijn vaste bruggen waarvan de doorvaarthoogte groter is dan die sluis, en een doorvaartbreedte die hetzelfde is als die van de sluis.
De oudere kolk is uitgevoerd met twee sets traditionele puntdeuren en één hefdeur die vanuit een heftoren gehesen wordt. De nieuwere kolk is uitgevoerd met twee hefdeuren en bijbehorende torens. De deuren worden aan de binnenzijde tegen aanvaring beschermd door een raamwerk met staalkabels dat gelijktijdig met de deur gehesen wordt.
Ten noorden van de sluis wordt het Amsterdam-Rijnkanaal gekruist door:
- De Betuwelijn, de spoorlijn tussen Tiel en Arnhem
- Rijksweg 15 (A15)
- De Betuweroute, de spoorverbinding tussen Rotterdam en Duitsland
- De Grotebrugse Grintweg, een lokale verbinding tussen de N835 (Zwarte paard) bij de brug over de Linge en het centrum van Tiel en pas later de verbinding tussen de bedrijventerreinen Kellen en Medel aan weerszijden van het kanaal

## Fotogalerij

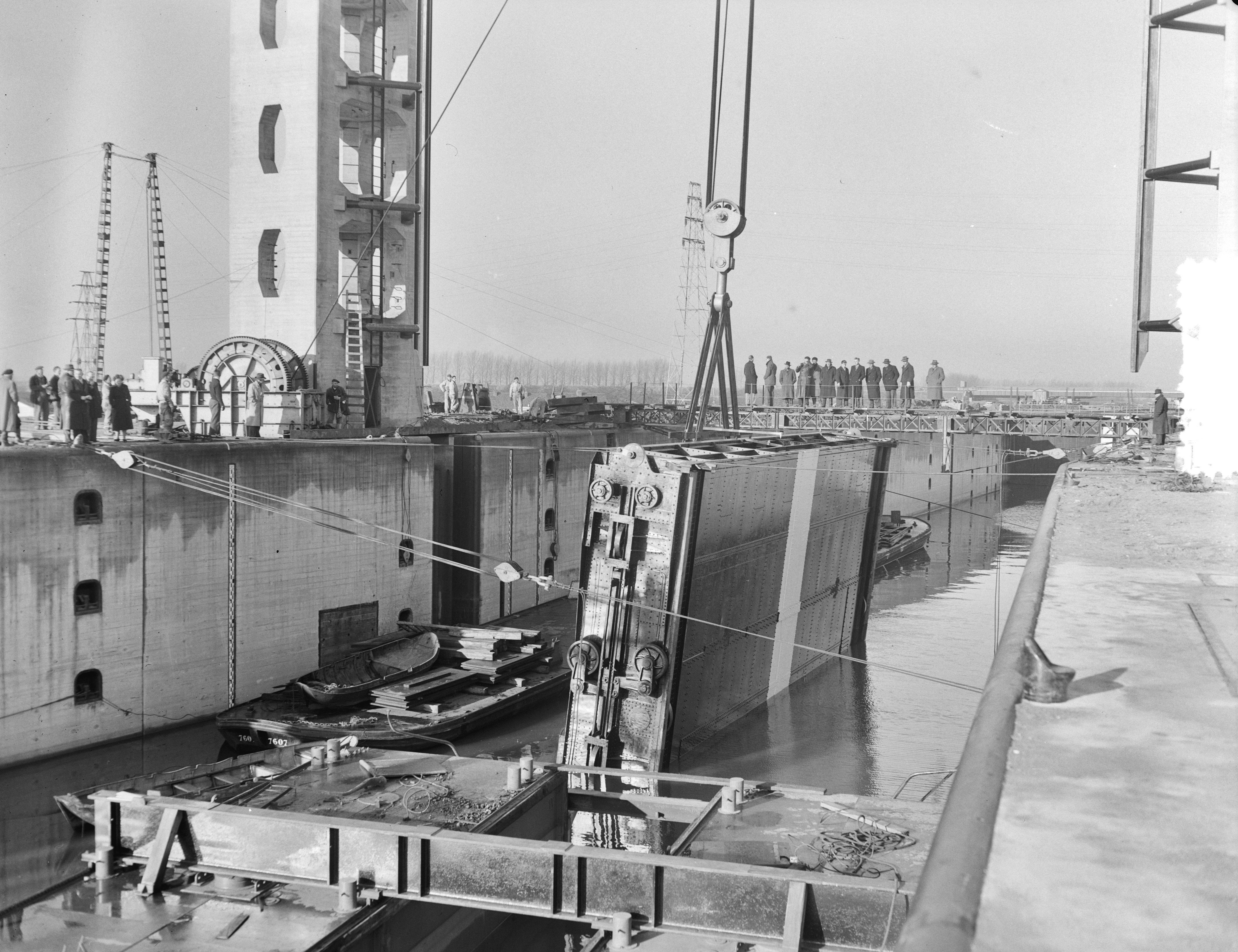
Nieuwe sluisdeur in de Prins Bernhardsluis; 3 januari 1952.
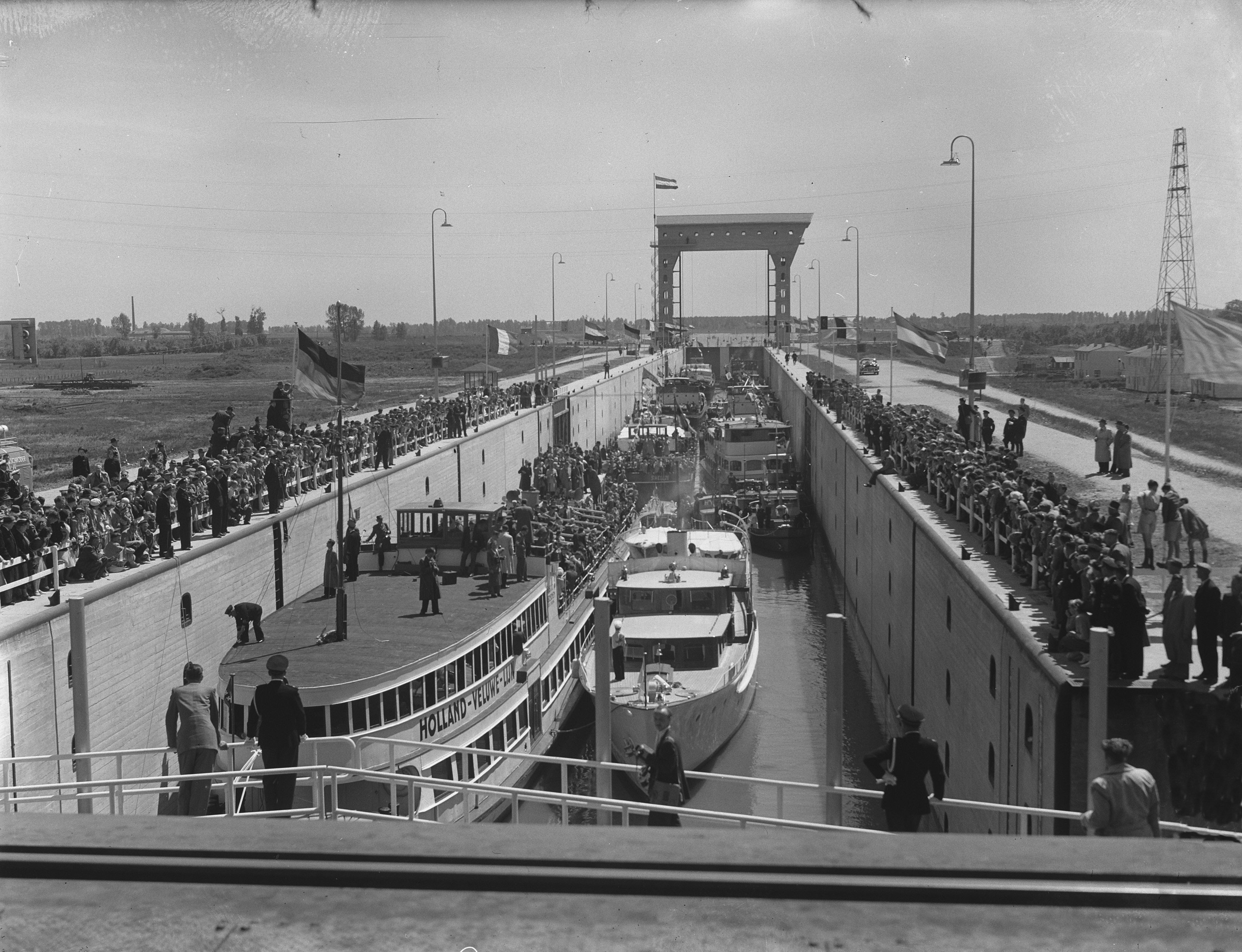
Opening van de sluis in Tiel; 21 mei 1952.
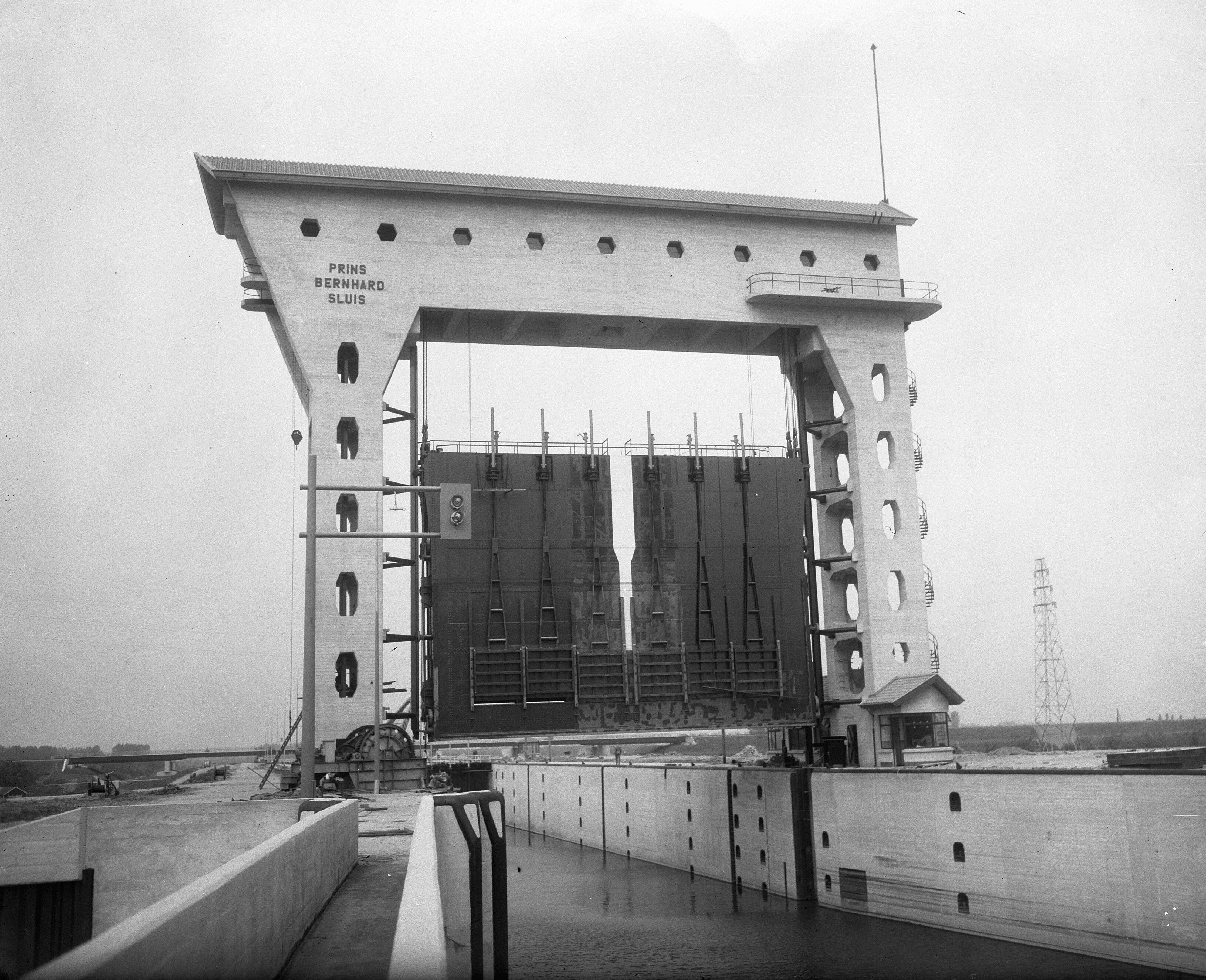
Nieuwe sluizen in het Amsterdam-Rijnkanaal. Prins Bernhardsluis te Tiel; 15 mei 1952.
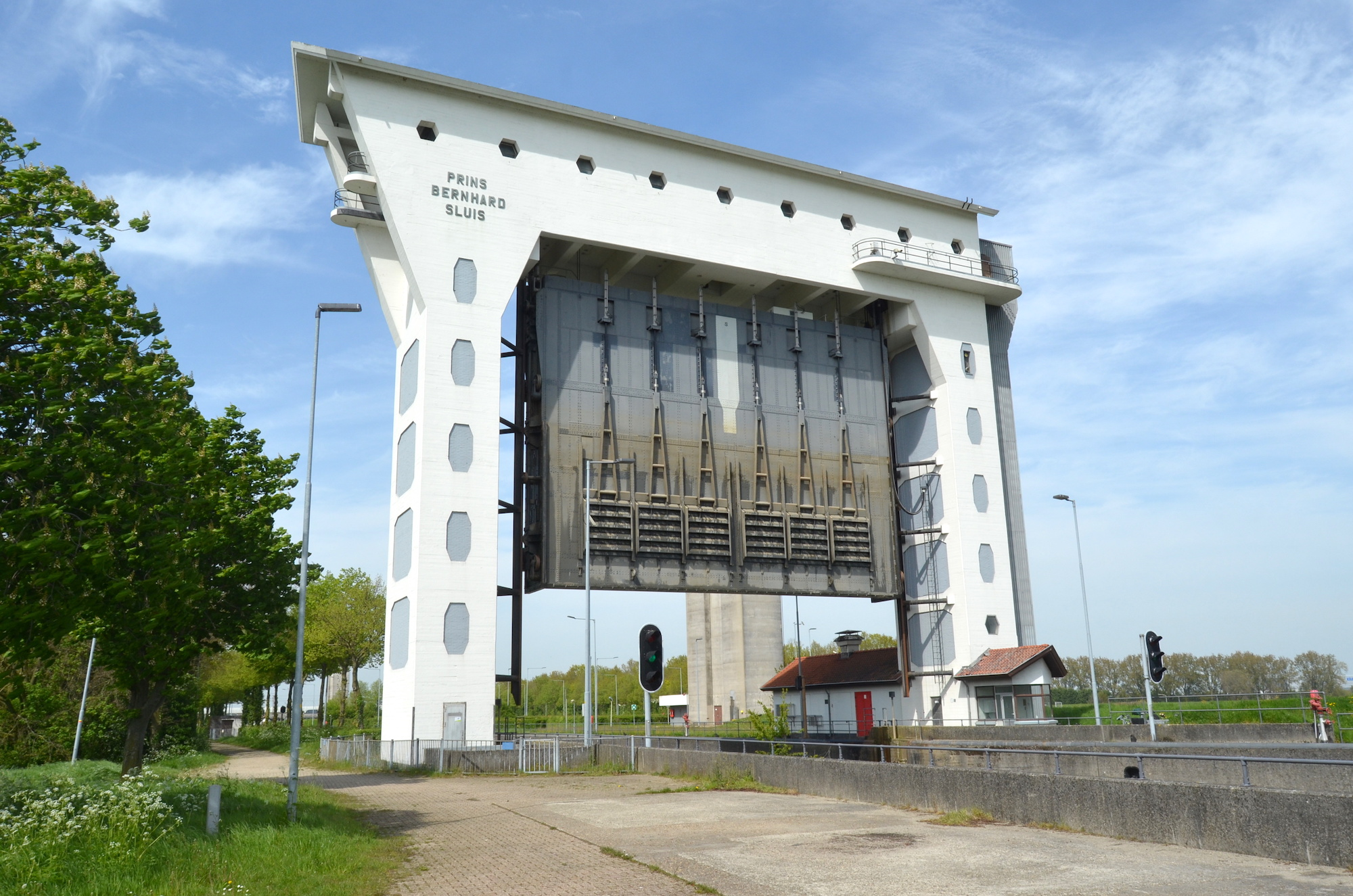
Prins Bernhardsluis uit 1952 bij Tiel.
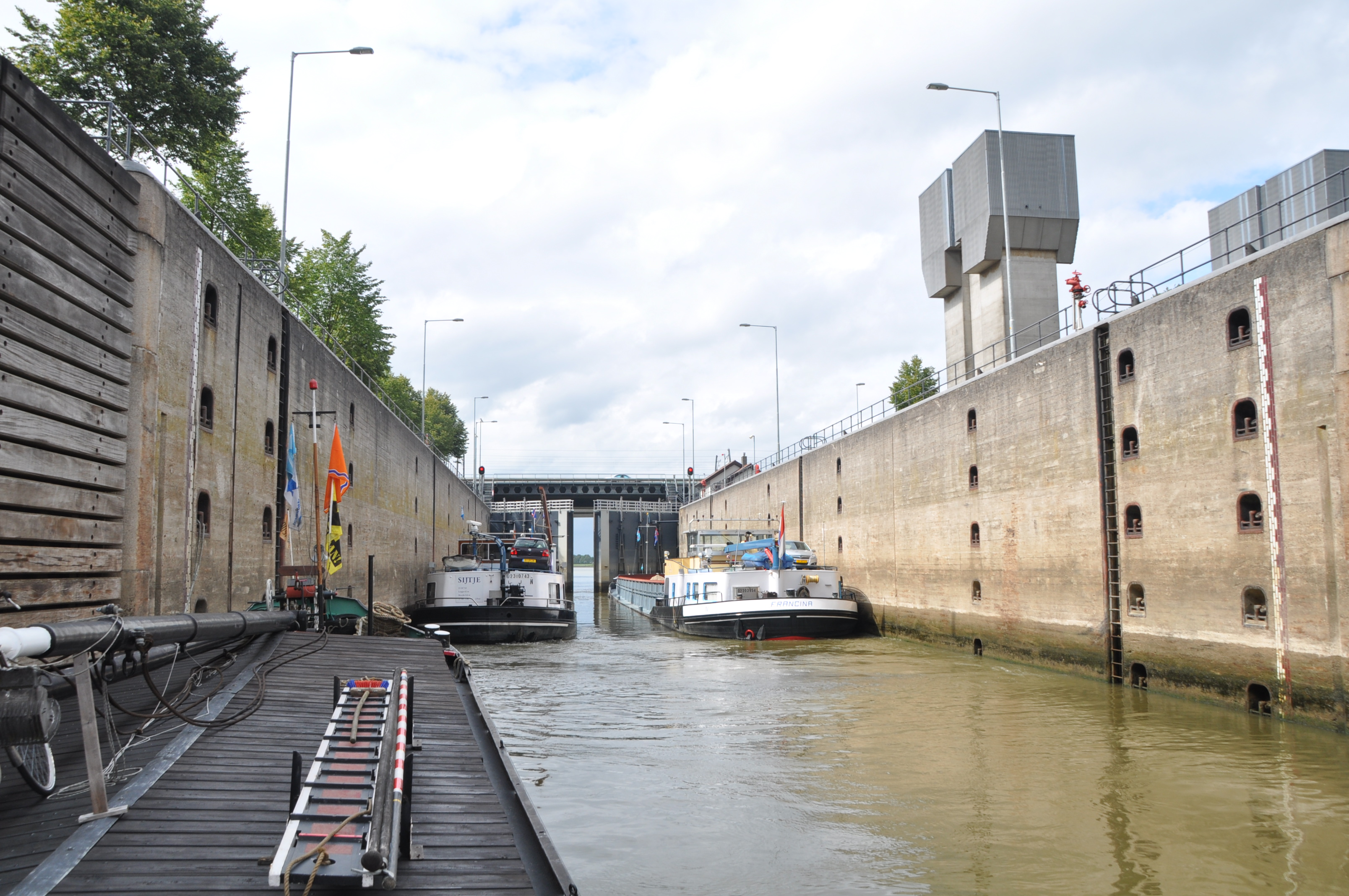
Het schutten van schepen in de Prins Bernhardsluis; 18 juli 2011.
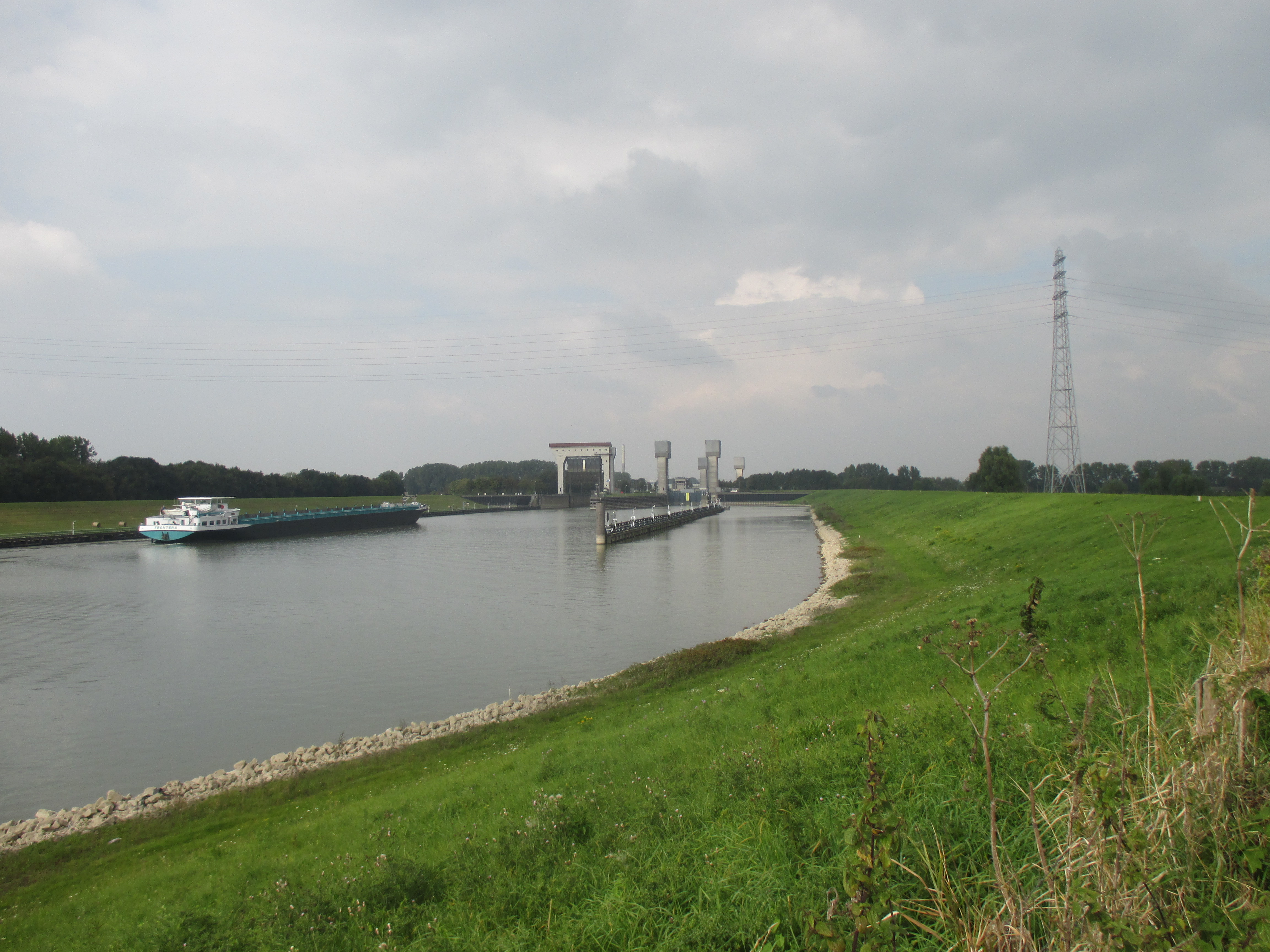
Monding van het Amsterdam-Rijnkanaal in de Waal bij Echteld met de Prins Bernhardsluizen op de achtergrond.